# Ян-Карло Симич
Ян-Ка́рло Си́мич (серб. Јан Карло Симић; нар. 2 травня 2005, Нюртінген) — сербський футболіст, захисник бельгійського клубу «Андерлехт» і збірної Сербії.

## Клубна кар'єра

### «Мілан»
Виступав за юнацькі команди німецьких клубів «Гегнах», «Штутгартер Кікерс» та «Штутгарт». В серпні 2022 року приєднався до футбольної академії італійського клубу «Мілан».
17 грудня 2023 року дебютував в основному складі «Мілана» в матчі Серії A проти «Монци», замінивши Томмазо Побегу. Також у цій грі відзначився своїм першим голом за клуб.

### «Андерлехт»
23 липня 2024 року перейшов у бельгійський клуб «Андерлехт», підписавши п'ятирічний контракт. Сума трансферу становила 3 млн євро. 27 липня дебютував за «Андерлехт» в матчі Про-ліги проти «Сінт-Трейдена», вийшовши на заміну Матсу Рітсу. 22 серпня в поєдинку кваліфікації Ліги Європи УЄФА проти мінського «Динамо» дебютував у єврокубках, вийшовши в стартовому складі. 6 жовтня в матчі Про-ліги проти льєзького «Стандарда» забив свій перший гол за «Андерлехт». В своєму дебютному сезоні дійшов з «Андерлехтом» до фіналу Кубка Бельгії, в якому його команда в підсумку поступилась «Брюгге».

## Кар'єра в збірній
Виступав за збірні Сербії до 16, до 17, до 18 і до 19 років. У травні 2022 року потрапив в заявку збірної до 17 років на юнацький чемпіонат Європи в Ізраїлі. На турнірі зіграв усі 5 матчів своєї команди, відзначившись у чвертьфіналі голом у воротах збірної Данії, а серби дійшли до півфіналу, де поступились нідерландцям у серії післяматчевих пенальті.
5 березня 2024 року вперше викликаний до збірної Сербії головним тренером Драганом Стойковичем для участі в товариських матчах проти збірних Росії та Кіпру, але участі в цих іграх не брав. 5 вересня того ж року дебютував за збірну Сербії в поєдинку Ліги націй УЄФА проти збірної Іспанії, вийшовши на заміну Страхині Ераковичу.

## Статистика виступів

### Клубна статистика
Станом на 10 серпня 2025 
| Клуб              | Сезон             | Чемпіонат         | Чемпіонат | Чемпіонат | Кубок | Кубок | Єврокубки | Єврокубки | Інші  | Інші | Всього | Всього |
| Клуб              | Сезон             | Дивізіон          | Матчі     | Голи      | Матчі | Голи  | Матчі     | Голи      | Матчі | Голи | Матчі  | Голи   |
| ----------------- | ----------------- | ----------------- | --------- | --------- | ----- | ----- | --------- | --------- | ----- | ---- | ------ | ------ |
| Мілан             | 2023–24           | Серія A           | 4         | 1         | 2     | 0     | 0         | 0         | —     | —    | 6      | 1      |
| Андерлехт         | 2024–25           | Про-ліга          | 33        | 3         | 6     | 1     | 10        | 0         | 0     | 0    | 49     | 4      |
| Андерлехт         | 2025–26           | Про-ліга          | 2         | 0         | 0     | 0     | 2         | 0         | 0     | 0    | 4      | 0      |
| Андерлехт         | Всього            | Всього            | 35        | 3         | 6     | 1     | 12        | 0         | 0     | 0    | 53     | 4      |
| Всього за кар'єру | Всього за кар'єру | Всього за кар'єру | 39        | 4         | 8     | 1     | 12        | 0         | 0     | 0    | 59     | 5      |

1. ↑  Матчі в Лізі Європи УЄФА
2. ↑  1 матч в Лізі Європи УЄФА, 1 матч в Лізі конференцій УЄФА

### Міжнародна статистика
Станом на 10 червня 2025 
| Збірна            | Сезон             | Товариські | Товариські | Офіційні | Офіційні | Всього | Всього |
| Збірна            | Сезон             | Матчі      | Голи       | Матчі    | Голи     | Матчі  | Голи   |
| ----------------- | ----------------- | ---------- | ---------- | -------- | -------- | ------ | ------ |
| Сербія            |                   |            |            |          |          |        |        |
| 2024              | 0                 | 0          | 3          | 0        | 3        | 0      |        |
| 2025              | 0                 | 0          | 2          | 0        | 2        | 0      |        |
| Всього за кар'єру | Всього за кар'єру | 0          | 0          | 5        | 0        | 5      | 0      |

### Матчі за збірну
Станом на 10 червня 2025 
| Матчі Ян-Карло Симича за збірну Сербії | Матчі Ян-Карло Симича за збірну Сербії | Матчі Ян-Карло Симича за збірну Сербії | Матчі Ян-Карло Симича за збірну Сербії | Матчі Ян-Карло Симича за збірну Сербії | Матчі Ян-Карло Симича за збірну Сербії | Матчі Ян-Карло Симича за збірну Сербії | Матчі Ян-Карло Симича за збірну Сербії |
| №                                      | Дата                                   | Суперник                               | Рахунок                                | Голи                                   | Картки                                 | Хвилини                                | Змагання                               |
| -------------------------------------- | -------------------------------------- | -------------------------------------- | -------------------------------------- | -------------------------------------- | -------------------------------------- | -------------------------------------- | -------------------------------------- |
| 1                                      | 5 вересня 2024                         | Іспанія                                | 0–0                                    |                                        |                                        | 45'                                    | Ліга націй УЄФА 2024–25 (А)            |
| 2                                      | 12 жовтня 2024                         | Швейцарія                              | 2–0                                    |                                        | 84'                                    | 17'                                    | Ліга націй УЄФА 2024–25 (А)            |
| 3                                      | 15 жовтня 2024                         | Іспанія                                | 0–3                                    |                                        |                                        | 11'                                    | Ліга націй УЄФА 2024–25 (А)            |
| 4                                      | 20 березня 2025                        | Австрія                                | 1–1                                    |                                        |                                        | 22'                                    | Ліга націй УЄФА 2024–25 (плей-оф)      |
| 5                                      | 10 червня 2025                         | Андорра                                | 3–0                                    |                                        |                                        | 14'                                    | Відбіркові матчі ЧС-2026               |

Всього: 5 матчів / 0 голів; 2 перемоги, 2 нічиїх, 1 поразка.